# Anja Trišić
Anja Trišić (Pola, 28 aprile 1987) è una nuotatrice croata.
Specializzata nello stile libero, ha partecipato ai Giochi olimpici, di Pechino 2008 classificandosi 42ª nei 200m sl